# 石山源治郎
石山 源治郎（いしやま げんじろう、1904年8月27日 - 没年不明）は、滋賀県大津市出身で春日野部屋に所属した元大相撲力士。本名は武田 源次郎。最高位は十両6枚目。

## 経歴
春日野部屋に入門し、1923年1月に初土俵を踏む。1930年1月十両に昇進。2場所続けて負け越したため、5月に幕下に落ちた。1932年1月十両に復帰したが、番付発表直後に起きた春秋園事件により脱退し、新興力士団を経て、関西角力協会に入った。